# 田苅子進
田苅子 進（たかりこ すすむ、1938年〈昭和13年〉4月5日 - 2022年〈令和4年〉1月17日）は、日本の政治家。元北海道士別市長。

## 経歴
北海道上川郡士別町（現士別市）出身。北海道名寄農業高等学校卒業。1959年（昭和34年）3月、北海道自治講習所を修了後、士別市役所に奉職する。総務部税務課、総務部財政課長、総務部企画財政課長、市立士別総合病院事務局長、士別市教育委員、士別市教育委員会教育長を経て、1998年（平成10年）5月、士別市長に就任した。2009年の市長選に出馬せず退任した。2010年、旭日小綬章受章。
2022年（令和4年）1月17日7時52分、肺炎のため死去。83歳没。死没日をもって従五位に叙された。